# Eyremeer
Het Eyremeer (Engels: Lake Eyre) is het grootste zoutmeer in Australië en heeft een maximale oppervlakte van 9.500 km². Het ligt in het noordoosten van de deelstaat Zuid-Australië ten zuiden van de Simpsonwoestijn en ten westen van de Tirariwoestijn. Het is genoemd naar Edward John Eyre, de Engelse ontdekkingsreiziger en verkenner van Zuid-Australië. 
Het meer bestaat uit twee delen: het grote Eyremeer-Noord en het kleinere Eyremeer-Zuid, met elkaar verbonden door het natuurlijke Goyderkanaal. Het Eyremeer ligt grotendeels in het Nationaal park Lake Eyre. Het centraal-zuidelijk gedeelte van het Eyremeer-Noord wordt beschermd in het Conservatiepark Elliot Price. Het laagste punt van het land (ca. 15 meter onder zeeniveau) is gesitueerd in het meer. De kustlijn ligt normaal gesproken op 9 meter onder zeeniveau. Grote delen van het jaar staat het meer grotendeels droog. Het meer was geheel gevuld in de jaren 1886–1887, 1889–1890, 1916–1917, 1950, 1955 en 1974–1976. De saliniteit (het zoutgehalte) is met ongeveer 10% bijna driemaal zo hoog als zeewater. 
Op 17 juli 1964 brak Donald Campbell hier het wereldsnelheidsrecord op land aan het stuur van zijn Bluebird-Proteus CN7. Hij bereikte een snelheid van 648,73 km/u.